# العلاقات الرومانية السورية
العلاقات الرومانية السورية هي العلاقات الثنائية التي تجمع بين رومانيا وسوريا.

## مقارنة بين البلدين
هذه مقارنة عامة ومرجعية للدولتين:
| وجه المقارنة                                              | رومانيا                                                                               | سوريا                    |
| --------------------------------------------------------- | ------------------------------------------------------------------------------------- | ------------------------ |
| المساحة (كم2)                                             | 238.40 ألف                                                                            | 185.18 ألف               |
| عدد السكان (نسمة)                                         | 19.59 مليون                                                                           | 18.27 مليون              |
| الكثافة السكانية (ن./كم²)                                 | 82.17                                                                                 | 98.66                    |
| العاصمة                                                   | بوخارست                                                                               | دمشق                     |
| اللغة الرسمية                                             | اللغة الرومانية                                                                       | اللغة العربية            |
| العملة                                                    | ليو روماني                                                                            | ليرة سورية               |
| الناتج المحلي الإجمالي (بليون دولار)                      | 211.80 مليار                                                                          | 60.20 مليار              |
| الناتج المحلي الإجمالي (تعادل القوة الشرائية) بليون دولار | 465.56 مليار                                                                          |                          |
| الناتج المحلي الإجمالي الاسمي للفرد دولار أمريكي          | 9.47 ألف                                                                              |                          |
| الناتج المحلي الإجمالي للفرد دولار أمريكي                 | 23.63 ألف                                                                             |                          |
| مؤشر التنمية البشرية                                      | 0.793                                                                                 | 0.594                    |
| رمز المكالمات الدولي                                      | +40                                                                                   | +963                     |
| رمز الإنترنت                                              | .ro                                                                                   | .sy                      |
| المنطقة الزمنية                                           | ت ع م+02:00، ت ع م+03:00، أوروبا/بوخارست ‏، توقيت شرق أوروبا، توقيت شرق أوروبا الصيفي ‏ | ت ع م+02:00، ت ع م+03:00 |

## مدن متوأمة
في ما يلي قائمة باتفاقيات التوأمة بين مدن رومانية وسورية:
- ترتبط كونستانتسا مع اللاذقية باتفاقية توأمة منذ 1995.[17][17][17]
- ترتبط بوخارست مع دمشق باتفاقية توأمة منذ 1999.[18][18][19][19]

## منظمات دولية مشتركة
يشترك البلدان في عضوية مجموعة من المنظمات الدولية، منها:
| علم المنظمة | اسم المنظمة                               | تاريخ انضمام رومانيا | تاريخ انضمام سوريا |
| ----------- | ----------------------------------------- | -------------------- | ------------------ |
|             | مؤسسة التنمية الدولية                     | 12 أبريل 2014        | 28 يونيو 1962      |
|             | المنظمة الهيدروغرافية الدولية             | ?                    | ?                  |
|             | مؤسسة التمويل الدولية                     | 23 سبتمبر 1990       | 28 يونيو 1962      |
|             | منظمة حظر الأسلحة الكيميائية              | ?                    | ?                  |
|             | الأمم المتحدة                             | 14 ديسمبر 1955       | 24 أكتوبر 1945     |
|             | الاتحاد الدولي للاتصالات                  | 9 فبراير 1866        | 12 يناير 1924      |
|             | منظمة الشرطة الجنائية الدولية             | ?                    | ?                  |
|             | البنك الدولي للإنشاء والتعمير             | 15 ديسمبر 1972       | 10 أبريل 1947      |
|             | الاتحاد البريدي العالمي                   | ?                    | ?                  |
|             | المركز الدولي لتسوية المنازعات الاستشارية | 12 أكتوبر 1975       | 24 فبراير 2006     |
|             | وكالة ضمان الاستثمار متعدد الأطراف        | 10 سبتمبر 1992       | 14 مايو 2002       |
|             | يونسكو                                    | 27 يوليو 1956        | 16 نوفمبر 1946     |

## أعلام
هذه قائمة لبعض الشخصيات التي تربطها علاقات بالبلدين:
- وليد المعلم (سياسي سوري، 17 يوليو 1941 – )

## وصلات خارجية
- موقع وزارة الخارجية الرومانية